# Governatore del Tennessee

Stendardo del Governatore

Il Governatore del Tennessee (in inglese: Governor of Tennessee) è il capo del governo dello stato statunitense del Tennessee.

## Governatori

### Territorio del sud-ovest
Il territorio a sud del fiume Ohio, comunemente chiamato territorio del sud-ovest, fu formato nel 1790 da terre cedute dalla Carolina del Nord al governo degli Stati Uniti. Il territorio fu ammesso nell'Unione come Stato del Tennessee nel 1796.

#### Partiti
Democratico-Repubblicano
| # | Foto | Nome           | Mandato           | Mandato       | Partito                  |
| # | Foto | Nome           | Inizio            | Termine       | Partito                  |
| - | ---- | -------------- | ----------------- | ------------- | ------------------------ |
| 1 |      | William Blount | 20 settembre 1790 | 30 marzo 1796 | Democratico-Repubblicano |

### Stato del Tennessee

#### Partiti
Democratico-Repubblicano (6) 
  Democratico (31) 
  Whig (4) 
  Repubblicano (10)
  Unionista (1)
| #  | Foto |        | Nome                  | Mandato           | Mandato           | Partito                  | Vicegovernatore |
| #  | Foto | Inizio | Nome                  | Termine           |                   | Partito                  | Vicegovernatore |
| -- | ---- | ------ | --------------------- | ----------------- | ----------------- | ------------------------ | --------------- |
| 1  |      |        | John Sevier           | 30 marzo 1796     | 23 settembre 1801 | Democratico-Repubblicano |                 |
| 2  |      |        | Archibald Roane       | 23 settembre 1801 | 23 settembre 1803 | Democratico-Repubblicano |                 |
| 1  |      |        | John Sevier           | 23 settembre 1803 | 20 settembre 1809 | Democratico-Repubblicano |                 |
| 3  |      |        | Willie Blount         | 20 settembre 1809 | 27 settembre 1815 | Democratico-Repubblicano |                 |
| 4  |      |        | Joseph McMinn         | 27 settembre 1815 | 1º ottobre 1821   | Democratico-Repubblicano |                 |
| 5  |      |        | William Carroll       | 1º ottobre 1821   | 1º ottobre 1827   | Democratico-Repubblicano |                 |
| 6  |      |        | Sam Houston           | 1º ottobre 1827   | 16 aprile 1829    | Democratico-Repubblicano |                 |
| 7  |      |        | William Hall          | 16 aprile 1829    | 1º ottobre 1829   | Democratico              |                 |
| 5  |      |        | William Carroll       | 1º ottobre 1829   | 12 ottobre 1835   | Democratico              |                 |
| 8  |      |        | Newton Cannon         | 12 ottobre 1835   | 14 ottobre 1839   | Whig                     |                 |
| 9  |      |        | James K. Polk         | 14 ottobre 1839   | 15 ottobre 1841   | Democratico              |                 |
| 10 |      |        | James C. Jones        | 15 ottobre 1841   | 14 ottobre 1845   | Whig                     |                 |
| 11 |      |        | Aaron V. Brown        | 14 ottobre 1845   | 17 ottobre 1847   | Democratico              |                 |
| 12 |      |        | Neill S. Brown        | 17 ottobre 1847   | 16 ottobre 1849   | Whig                     |                 |
| 13 |      |        | William Trousdale     | 16 ottobre 1849   | 16 ottobre 1851   | Democratico              |                 |
| 14 |      |        | William B. Campbell   | 16 ottobre 1851   | 17 ottobre 1853   | Whig                     |                 |
| 15 |      |        | Andrew Johnson        | 17 ottobre 1853   | 3 novembre 1857   | Democratico              |                 |
| 16 |      |        | Isham G. Harris       | 3 novembre 1857   | 12 marzo 1862     | Democratico              |                 |
| 15 |      |        | Andrew Johnson        | 12 marzo 1862     | 4 marzo 1865      | Partito Unionista        |                 |
| -  |      |        | Edward H. East        | 4 marzo 1865      | 5 aprile 1865     | Repubblicano             |                 |
| 17 |      |        | William G. Brownlow   | 5 aprile 1865     | 25 febbraio 1869  | Repubblicano             |                 |
| 18 |      |        | Dewitt Clinton Senter | 25 febbraio 1869  | 10 ottobre 1871   | Repubblicano             |                 |
| 19 |      |        | John C. Brown         | 10 ottobre 1871   | 18 gennaio 1875   | Democratico              |                 |
| 20 |      |        | James D. Porter       | 18 gennaio 1875   | 16 febbraio 1879  | Democratico              |                 |
| 21 |      |        | Albert S. Marks       | 16 febbraio 1879  | 17 gennaio 1881   | Democratico              |                 |
| 22 |      |        | Alvin Hawkins         | 17 gennaio 1881   | 15 gennaio 1883   | Repubblicano             |                 |
| 23 |      |        | William B. Bate       | 15 gennaio 1883   | 17 gennaio 1887   | Democratico              |                 |
| 24 |      |        | Robert Love Taylor    | 17 gennaio 1887   | 19 gennaio 1891   | Democratico              |                 |
| 25 |      |        | John P. Buchanan      | 19 gennaio 1891   | 16 gennaio 1893   | Democratico              |                 |
| 26 |      |        | Peter Turney          | 16 gennaio 1893   | 21 gennaio 1897   | Democratico              |                 |
| 24 |      |        | Robert Love Taylor    | 21 gennaio 1897   | 16 gennaio 1899   | Democratico              |                 |
| 27 |      |        | Benton McMillin       | 16 gennaio 1899   | 19 gennaio 1903   | Democratico              |                 |
| 28 |      |        | James B. Frazier      | 19 gennaio 1903   | 21 marzo 1905     | Democratico              |                 |
| 29 |      |        | John I. Cox           | 21 marzo 1905     | 17 gennaio 1907   | Democratico              |                 |
| 30 |      |        | Malcolm R. Patterson  | 17 gennaio 1907   | 26 gennaio 1911   | Democratico              |                 |
| 31 |      |        | Ben W. Hooper         | 26 gennaio 1911   | 17 gennaio 1915   | Repubblicano             |                 |
| 32 |      |        | Thomas C. Rye         | 17 gennaio 1915   | 15 gennaio 1919   | Democratico              |                 |
| 33 |      |        | Albert H. Roberts     | 15 gennaio 1919   | 15 gennaio 1921   | Democratico              |                 |
| 34 |      |        | Alfred A. Taylor      | 15 gennaio 1921   | 16 gennaio 1923   | Repubblicano             |                 |
| 35 |      |        | Austin Peay           | 16 gennaio 1923   | 3 ottobre 1927    | Democratico              |                 |
| 36 |      |        | Henry Hollis Horton   | 3 ottobre 1927    | 17 gennaio 1933   | Democratico              |                 |
| 37 |      |        | Hill McAlister        | 17 gennaio 1933   | 15 gennaio 1937   | Democratico              |                 |
| 38 |      |        | Gordon Browning       | 15 gennaio 1937   | 16 gennaio 1939   | Democratico              |                 |
| 39 |      |        | Prentice Cooper       | 16 gennaio 1939   | 16 gennaio 1945   | Democratico              |                 |
| 40 |      |        | Jim Nance McCord      | 16 gennaio 1945   | 16 gennaio 1949   | Democratico              |                 |
| 38 |      |        | Gordon Browning       | 16 gennaio 1949   | 15 gennaio 1953   | Democratico              |                 |
| 41 |      |        | Frank G. Clement      | 15 gennaio 1953   | 19 gennaio 1959   | Democratico              |                 |
| 42 |      |        | Buford Ellington      | 19 gennaio 1959   | 15 gennaio 1963   | Democratico              |                 |
| 41 |      |        | Frank G. Clement      | 15 gennaio 1963   | 16 gennaio 1967   | Democratico              |                 |
| 42 |      |        | Buford Ellington      | 16 gennaio 1967   | 16 gennaio 1971   | Democratico              |                 |
| 43 |      |        | Winfield Dunn         | 16 gennaio 1971   | 18 gennaio 1975   | Repubblicano             |                 |
| 44 |      |        | Ray Blanton           | 18 gennaio 1975   | 16 gennaio 1979   | Democratico              |                 |
| 45 |      |        | Lamar Alexander       | 16 gennaio 1979   | 17 gennaio 1987   | Repubblicano             |                 |
| 46 |      |        | Ned McWherter         | 17 gennaio 1987   | 21 gennaio 1995   | Democratico              |                 |
| 47 |      |        | Don Sundquist         | 21 gennaio 1995   | 18 gennaio 2003   | Repubblicano             |                 |
| 48 |      |        | Phil Bredesen         | 18 gennaio 2003   | 15 gennaio 2011   | Democratico              |                 |
| 49 |      |        | Bill Haslam           | 15 gennaio 2011   | 19 gennaio 2019   | Repubblicano             |                 |
| 50 |      |        | Bill Lee              | 19 gennaio 2019   | in carica         | Repubblicano             |                 |